# La leyenda del tiempo
La leyenda del tiempo es una pel·lícula espanyola del 2006 dirigida per Isaki Lacuesta. Rodada a Cadis, Jerez de la Frontera, San Fernando, Barbate i Barcelona. Va néixer com un projecte del màster de documental de la Universitat Pompeu Fabra, i el títol fa honor d'un disc homònim de Camarón de la Isla. El 2017 va rodar una continuació amb el mateix protagonista, Entre dos aguas.

## Sinopsi
Dues històries paral·leles amb el comú denominador de l'admiració pel cant de Camarón de la Isla: la d'Israel, un noi de San Fernando que canta flamenc i a qui li està canviant la veu, i la de Makiko, una jove japonesa que desitja cantar com Camarón i decideix viatjar fins a Andalusia per a poder expressar tots els seus sentiments a través del cant.

## Personatges reals
Aquesta és una pel·lícula de personatges reals, oberta a l'inesperat i escrita en present, a mesura que els successos fortuïts i els imaginats s'entrecreuen. També és una pel·lícula sobre el moment del canvi, que busca retratar aquest moment, tan desapercebut, en què mudem de pell per a convertir-nos en algú diferent del que érem ahir.

## Repartiment
- Israel Gómez Romero : Isra
- Makiko Matsumura : Makiko
- Soichy Yukimuna : Joji

## Premis
- Especial del jurat a la millor pel·lícula. Festival de Las Palmas[4]
- Al millor actor per a Israel Gómez. Festival de Las Palmas
- Silver Apricot International Film Festival of Yerevan.[5]
- Millor pel·lícula i millor so. Festival Abastos. Cadis
- Spanish Film Comission. Festival Internacional de Cinema de Sant Sebastià[6]
- Millor pel·lícula, direcció i guió. Festival Internacional de Guayaquil (Equador)
- Millor film de l'any. Associació de Crítics de Catalunya.[7]
- Del públic. Festival de Cinema Llatí de Tübingen
- Esment especial del jurat i del jurat jove. Festival de Nantes